# 30-й отдельный батальон связи
30-й отдельный батальон связи — воинское подразделение в вооружённых силах СССР во время Великой Отечественной войны. Во время войны существовало три различных подразделения под одним и тем же номером.

## 30-й отдельный батальон связи (4СК)
На 30 мая 1941 года дислоцировался в Гродно. В составе действующей армии с 22.06.1941 по июль 1941 года. (фактически)
В июне-июле 1941 года уничтожен в Белоруссии в Белостокском котле

### Подчинение
| Дата            | Фронт (округ)  | Армия     | Корпус (группа)       | Примечания |
| --------------- | -------------- | --------- | --------------------- | ---------- |
| 22.06.1941 года | Западный фронт | 3-я армия | 4-й стрелковый корпус |            |
| 01.07.1941 года | Западный фронт | 3-я армия |                       |            |

## 30-й отдельный батальон связи (30ТД)
В составе действующей армии с 22.06.1941 по июль 1941 года (фактически)
Входил в состав 30-й танковой дивизии.
В июне 1941 года уничтожен вместе с дивизией в районе Слуцка

## 30-й отдельный ордена Красной Звезды батальон связи (1СД)
Входил в состав 1-й стрелковой Брестской Краснознамённой дивизии.
В действующей армии c 09.12.1943 года по 03.02.1944 и с 25.03.1944 по 09.05.1945 года
В какое-то время в этот период переформирован в 306-ю отдельную роту связи

### Награды батальона
- 5 апреля 1945 года —  Орден Красной Звезды — награжден указом Президиума Верховного Совета СССР от 5 апреля 1945 года за образцовое выполнение боевых заданий командования на фронте борьбы с немецкими захватчиками при овладении городами Хойнице и Тухоля и проявленные при этом доблесть и мужество.

## См.также
- 4-й стрелковый корпус
- 30-я танковая дивизия
- 1-я стрелковая дивизия (2-го формирования)